# Миколаївська сільська рада (Зачепилівський район)
Микола́ївська сільська́ ра́да — адміністративно-територіальна одиниця та орган місцевого самоврядування в Зачепилівському районі Харківської області. Адміністративний центр — село Миколаївка.

## Загальні відомості
- Миколаївська сільська рада утворена в 1923 році.
- Територія ради: 72,53 км²
- Населення ради: 1 719 осіб (станом на 2001 рік)
- Територією ради протікає річка Вошива.

## Населені пункти
Сільській раді підпорядковані населені пункти:
- с. Миколаївка
- с. Абазівка

## Склад ради
Рада складалася з 16 депутатів та голови.
- Голова ради: Ярошова Наталія Вікторівна
- Секретар ради: Гужва Наталія Миколаївна

### Керівний склад попередніх скликань
| Прізвище, ім'я, по батькові | Основні відомості                                                         | Дата обрання | Дата звільнення |
| --------------------------- | ------------------------------------------------------------------------- | ------------ | --------------- |
| Ткаченко Олена Іванівна     | Сільський голова, 1958 року народження, член Народної партії              | 26.03.2006   | 31.10.2010      |
| Ярошова Наталія Вікторівна  | Сільський голова, 1960 року народження, освіта вища, член Партії регіонів | 31.10.2010   |                 |

Примітка: таблиця складена за даними сайту Верховної Ради України

### Депутати
За результатами місцевих виборів 2010 року депутатами ради стали:

#### За суб'єктами висування
| Суб'єкт висування                                       | Кількість обраних депутатів | %   |
| ------------------------------------------------------- | --------------------------- | --- |
| Партія регіонів                                         | 8                           | 50  |
| Політична партія Всеукраїнське об'єднання «Батьківщина» | 4                           | 25  |
| Народна партія                                          | 1                           | 6,3 |
| Політична партія «Наша Україна»                         | 1                           | 6,3 |
| Політична партія «Сильна Україна»                       | 1                           | 6,3 |
| Самовисування                                           | 1                           | 6,3 |

#### За округами
| № округу                                                | Прізвище, ім'я, по батькові    | Дата визнання обраним | Освіта             | Партійна приналежність                        | Відомості про обраного депутата                            |
| ------------------------------------------------------- | ------------------------------ | --------------------- | ------------------ | --------------------------------------------- | ---------------------------------------------------------- |
| Народна Партія                                          |                                |                       |                    |                                               |                                                            |
| 2                                                       | Обифост Юлія Миколаївна        | 03.11.2010            | середня            | член Народної партії                          | Миколаївська сільська рада, секретар                       |
| Партія регіонів                                         |                                |                       |                    |                                               |                                                            |
| 3                                                       | Гужва Наталія Миколаївна       | 03.11.2010            | середня            | член Партії регіонів                          | Миколаївська сільська рада, бухгалтер                      |
| 6                                                       | Миколенко Іван Петрович        | 03.11.2010            | середня            | член Партії регіонів                          | тимчасово не працює                                        |
| 9                                                       | Нищета Костянтин Григорович    | 03.11.2010            | вища               | член Партії регіонів                          | МиколаївськаЗагальноосвітня школа І-ІІІ ст., вчитель       |
| 10                                                      | Рачковська Оксана Петрівна     | 03.11.2010            | середня            | член Партії регіонів                          | Миколаївськаамбулаторія, медичнасестра                     |
| 12                                                      | Мішутіна Наталія Миколаївна    | 03.11.2010            | середня            | член Партії регіонів                          | тимчасово не працює                                        |
| 13                                                      | Кирпа Людмила Володимирівна    | 03.11.2010            | середня            | член Партії регіонів                          | Абазівський фельдшерсько-акушерський пункт, медична сестра |
| 15                                                      | Трусько Світлана Володимирівна | 03.11.2010            | середня спеціальна | член Партії регіонів                          | Зачепилівська ЦРЛ, медична сестра                          |
| 16                                                      | Попова Олена Іванівна          | 14.11.2010            | середня спеціальна | член Партії регіонів                          | тимчасово не працює                                        |
| Політична партія Всеукраїнське об'єднання «Батьківщина» |                                |                       |                    |                                               |                                                            |
| 4                                                       | Люткін Олександр Іванович      | 03.11.2010            | вища               | член Всеукраїнського об'єднання «Батьківщина» | ВАТ «Укртелеком», інженер                                  |
| 5                                                       | Шибіка Микола Вікторович       | 03.11.2010            | середня            | позапартійний                                 | ПП «Боровой», водій                                        |
| 8                                                       | Петренко Оксана Володимирівна  | 03.11.2010            | середня            | член Всеукраїнського об'єднання «Батьківщина» | ПП «Голуб», продавець                                      |
| 14                                                      | Донченко Сергій Олександрович  | 03.11.2010            | середня спеціальна | член Всеукраїнського об'єднання «Батьківщина» | Зачепилівське лісництво, старший майстер                   |
| Політична партія «Наша Україна»                         |                                |                       |                    |                                               |                                                            |
| 1                                                       | Кишинська Катерина Петрівна    | 03.11.2010            | середня            | член Політичної партії «Наша Україна»         | тимчасово не працює                                        |
| Політична партія «Сильна Україна»                       |                                |                       |                    |                                               |                                                            |
| 7                                                       | Насолій Володимир Павлович     | 03.11.2010            | середня спеціальна | член Політичної партії «Сильна Україна»       | приватний підприємець                                      |
| Самовисування                                           |                                |                       |                    |                                               |                                                            |
| 11                                                      | Іванов Віктор Михайлович       | 03.11.2010            | середня спеціальна | позапартійний                                 | Зачепилівський ліцей, вчитель                              |

## Населення
Згідно з переписом УРСР 1989 року чисельність наявного населення села становила 1809 осіб, з яких 836 чоловіків та 973 жінки.
За переписом населення України 2001 року в селі мешкало 1715 осіб.

### Мова
Розподіл населення за рідною мовою за даними перепису 2001 року:
| Мова       | Відсоток |
| ---------- | -------- |
| українська | 92,50 %  |
| російська  | 6,69 %   |
| вірменська | 0,76 %   |
| білоруська | 0,06 %   |